# Iluzja euro

Graficzny symbol euro

Iluzja euro − zjawisko obserwowane w krajach strefy euro polegające na odchyleniu postrzeganej inflacji od wskaźnika podawanego przez urzędy statystyczne. Zdaniem autorów tego określenia, zjawisko iluzji pieniądza nie jest nowe, jednak w przypadku euro przybrało wyjątkową skalę i rozpoczęło się już w styczniu 2002, czyli w momencie wprowadzenia nowej waluty do obiegu.

## Przyczyny
Na podstawie przeprowadzonych badań główne przyczyny iluzji euro podzielono na dwie grupy:
- przyczyny psychologiczno-socjologiczne
  - trudności z przywyknięciem do nowego nominalnego poziomu cen
  - teoria perspektywy – wzrost cen jest postrzegany jako większy niż ich spadek o takiej samej wartości bezwzględnej (częstsze niż zwykle dostosowania cenowe po wprowadzeniu euro, o ile są symetryczne, nie wpływają na wskaźnik inflacji, ale na percepcję inflacji)
  - wpływ wydźwięku medialnego
  - stosowanie przybliżonego kursu konwersji w zastępstwie kursu oficjalnego
  - stosowanie cen sprzed wielu lat jako punktu odniesienia
- przyczyny ekonomiczne
  - wzrost cen towarów i usług najczęściej kupowanych – charakterystyczna rola częstości dokonywania zakupów oraz posługiwania się gotówką
  - częstsze niż zwykle dostosowania cenowe, na przykład zaokrąglanie do cen atrakcyjnych[2].

Czynniki społeczne wpływające na iluzję euro: 
- wiek
- wykształcenie
- społeczna akceptacja nowej waluty
- wiedza ekonomiczna
- stosunek do euro przed jego wprowadzeniem.

## Faktyczny wpływ euro na wzrost cen
Według Eurostatu inflacja (HICP) w strefie euro w 2002 wyniosła 2,3%, z czego wpływ euro szacuje się na 0,12–0,29%. Szczególnie zauważalny wzrost cen nastąpił w sektorze usług – głównie w gastronomii, kinach, usługach fryzjerskich, naprawach i usługach telekomunikacyjnych. Do państw, w których wzrost był najbardziej zauważalny, zaliczono Niemcy, Francję i Włochy, zaś państwem, w którym euro miało na ceny wpływ najmniejszy, była Irlandia.
Tym niemniej, niektóre źródła, pośrednio lub wprost, podważają wiarygodność danych statystycznych o inflacji z lat bezpośrednio po wprowadzeniu waluty euro.

## Konsekwencje iluzji euro
Najważniejszą konsekwencją iluzji euro jest spadek postrzeganej płacy realnej. Rodzi to dwa zasadnicze skutki:
- wzrost żądań płacowych – co w konsekwencji prowadzi do  rzeczywistego, ewentualnie do kolejnego wzrostu cen
- spadek popytu konsumpcyjnego – co przyczynia się do spowolnienia tempa wzrostu gospodarczego.

Pozostałymi konsekwencjami są:
- obniżenie poziomu satysfakcji z własnej sytuacji materialnej
- spadek poparcia dla idei integracji europejskiej.